# Gwatemala na letnich igrzyskach olimpijskich
Gwatemala wystartowała po raz pierwszy na letnich IO w 1932 roku na igrzyskach w Los Angeles w Olimpijskim Konkursie Sztuki i Literatury. Kolejny start i oficjalny debiut Gwatemali miał miejsce 20 lat później, w 1952 roku na igrzyskach w Helsinkach. po kolejnej przerwie w występach olimpijskich, tym razem szesnastoletniej, Gwatemala wystąpiła na igrzyskach w Meksyku w 1968 roku i od tamtej pory startowała we wszystkich LIO.
Pierwszy medal dla Gwatemali wywalczył Erick Barrondo w chodzie na 20 km podczas Igrzysk w Londynie w 2012. Podczas igrzysk w Paryżu w 2024 brązowy medal zdobył Jean Pierre Brol w konkurencji trap. Pierwszy złoty medal dla Gwatemali w historii zdobyła Adriana Ruano w konkurencji trap podczas igrzysk w Paryżu w 2024.

## Klasyfikacja medalowa
| Igrzyska            | Złoto | Srebro | Brąz | Razem |
| ------------------- | ----- | ------ | ---- | ----- |
| 1952 Helsinki       | 0     | 0      | 0    | 0     |
| 1968 Meksyk         | 0     | 0      | 0    | 0     |
| 1972 Monachium      | 0     | 0      | 0    | 0     |
| 1976 Montreal       | 0     | 0      | 0    | 0     |
| 1980 Moskwa         | 0     | 0      | 0    | 0     |
| 1984 Los Angeles    | 0     | 0      | 0    | 0     |
| 1988 Seul           | 0     | 0      | 0    | 0     |
| 1992 Barcelona      | 0     | 0      | 0    | 0     |
| 1996 Atlanta        | 0     | 0      | 0    | 0     |
| 2000 Sydney         | 0     | 0      | 0    | 0     |
| 2004 Ateny          | 0     | 0      | 0    | 0     |
| 2008 Pekin          | 0     | 0      | 0    | 0     |
| 2012 Londyn         | 0     | 1      | 0    | 1     |
| 2016 Rio de Janeiro | 0     | 0      | 0    | 0     |
| 2020 Tokio          | 0     | 0      | 0    | 0     |
| 2024 Paryż          | 1     | 0      | 1    | 1     |
| Razem               | 1     | 1      | 1    | 3     |